# Mielenko, West Pomeranian Voivodeship
Mielenko [mjɛˈlɛnkɔ] (tiếng Đức: Klein Möllen) là một ngôi làng thuộc khu hành chính của Gmina Mielno, thuộc quận Koszalin, West Pomeranian Voivodeship, ở phía tây bắc Ba Lan. Nó nằm khoảng 14 kilômét (9 mi) phía tây bắc Koszalin và 132 km (82 mi) về phía đông bắc của thủ đô khu vực Szczecin.
Trước năm 1637, khu vực này là một phần của Duchy of Pomerania. Đối với lịch sử của khu vực, xem Lịch sử của Pomerania.
Ngôi làng có dân số là 183 người.